# La saga di Messer Papero e di Ser Paperone
La saga di Messer Papero e di Ser Paperone è un arco narrativo a fumetti scritto da Guido Martina e disegnato da Giovan Battista Carpi.

## Trama
La serie è strutturata in sette episodi.
1. Messer Papero e il ghibellin fuggiasco: nel presente, Paperino e Paperone si recano a Firenze in quanto il secondo ha intenzione di raccogliere informazioni sulla Toscana medievale e rinascimentale, che intende trasporre in un libro per trarne lauti guadagni.
Ispirato dalle glorie storiche e artistiche della città, dopo aver chiesto al nipote di trarre una registrazione, Paperone inizia a narrare una storia di sua invenzione con protagonista Messer Papero, ricco mercante di lana nella Firenze del 1300. A seguito però del suo favoreggiamento nella fuga di Dante Alighieri, anche Messer Papero e suo nipote Paperino Lanaiolo sono condannati dal bargello all'esilio per centocinquant'anni, anche se Messer Papero riesce a portare con sé una parte dei suoi fiorini (nascosta in un barile trasportato da un ciuchino).
2. Messer Papero e il Conte Ugolino: i due esuli raggiungono Pisa, ove Andrea Pisano narra loro la storia di Cinzica de' Sismondi. Dopo una sosta in Piazza dei Miracoli, i due si stabiliscono nella Torre della fame, già luogo di pena del Conte Ugolino, ove Messer Papero apre un museo a pagamento, solo per poi abbandonarlo in quanto raggiunto da un gabelliere.
3. Messer Papero e i fiorini di Mastro Adamo: ad Arezzo Messer Papero e il nipote incontrano Francesco Petrarca, che racconta loro la storia del falsario Mastro Adamo. Poiché in città si sta tenendo la Giostra del Saracino, Paperino decide di partecipare e vince, ma a causa di un malinteso dovuto proprio ai fiorini contraffatti di Mastro Adamo, i due sono scacciati anche da Arezzo.
4. Messer Papero e i pirati di Montecristo: di nuovo esuli, Messer Papero e Paperino arrivano sul Mar Tirreno, presso Livorno, ove incontrano Albertino Morosini, discendente dell'ammiraglio omonimo, che rievoca la sconfitta inflitta dalla flotta genovese a quella pisana (comandata dal suo avo). Concluso il racconto, Messer Papero si fa indicare da Morosini un luogo deserto, segretamente intendendo celarvi i suoi fiorini, e su consiglio del giovane si dirige sull'isola di Montecristo. Zio e nipote si stabiliscono nella grotta di San Mamiliano, ove vengono raggiunti da pirati saraceni che usano l'isola come rifugio per il loro tesoro, ma riescono fortunosamente a scampare.
5. Messer Papero e la grotta di Eolo: abbandonata anche Montecristo, zio e nipote arrivano a Lucca, dove ricevono la cortese ospitalità di uno dei figurinai, tipica occupazione della città. Avendo appreso da questi che Uguccione della Faggiola intende marciare su Lucca, Messer Papero tenta ancora di trovare un luogo deserto in cui nascondere i suoi fiorini. Il figurinaio gli menziona la "grotta di Eolo" nei pressi della città; Messer Papero e il nipote vi si recano, ma per sbaglio liberano i venti di Eolo che davvero si celavano nella grotta, e vengono soffiati via.
A questo punto Paperone decide di compiere un salto temporale di centocinquant'anni, concentrandosi sui discendenti di Messer Papero e Paperino Lanaiolo, ossia Ser Paperone e il nipote Paperino. I due si trovano a Siena, ove Angelo Poliziano, accompagnato dalla nipote Gemma, rievoca la battaglia di Montaperti, da cui ha preso origine il Palio, cui li invita a partecipare.
6. Ser Paperone e Lorenzo il Magnifico: Paperino partecipa e vince al Palio, anche per fare colpo su Gemma, ma tutto ciò si rivela solo un suo sogno. Nella realtà, Poliziano spiega a Ser Paperone e Paperino che a Firenze gli antichi dissidi di parte sono stati cancellati sotto la guida di Lorenzo de' Medici: grazie a questa circostanza e a una lettera di Poliziano a Lorenzo, i due possono finalmente rientrare nella città da cui i loro avi erano stati ingiustamente esiliati.
7. Ser Paperone e il Nuovo Mondo: scampato indenne all'occupazione di Firenze da parte delle truppe di Carlo VIII di Francia, Ser Paperone viene a sapere di Cristoforo Colombo e della sua scoperta di un "Nuovo Mondo". Avendo appreso da Giannotto Berardi che Colombo si trova a Cadice, e che Amerigo Vespucci intende finanziarne la prossima spedizione, Paperone e Paperino partono alla volta della Spagna. Imbarcatisi a Livorno sulla nave di capitan Ribaldo e della sua ciurma, zio e nipote riescono a raggiungere Siviglia, dove apprendono da Vespucci che Colombo è già partito per il suo terzo viaggio. Di conseguenza, Ser Paperone decide di finanziare invece il viaggio progettato da Vespucci e di recarsi con lui nel continente che da lui prenderà il nome: l'America.
Qui finisce il racconto di Paperone; solo adesso Paperino si accorge di non aver inserito la cassetta nel registratore, e quindi di non aver registrato nulla; Paperone adirato inizia a inseguirlo e la saga si conclude.

## Storia editoriale
Le sette storie furono tutte pubblicate nel 1983 su Topolino, rivista allora edita dalla Arnoldo Mondadori Editore.
In seguito la saga è stata raccolta in volume, in diverse edizioni.